# Shibuya Crossing

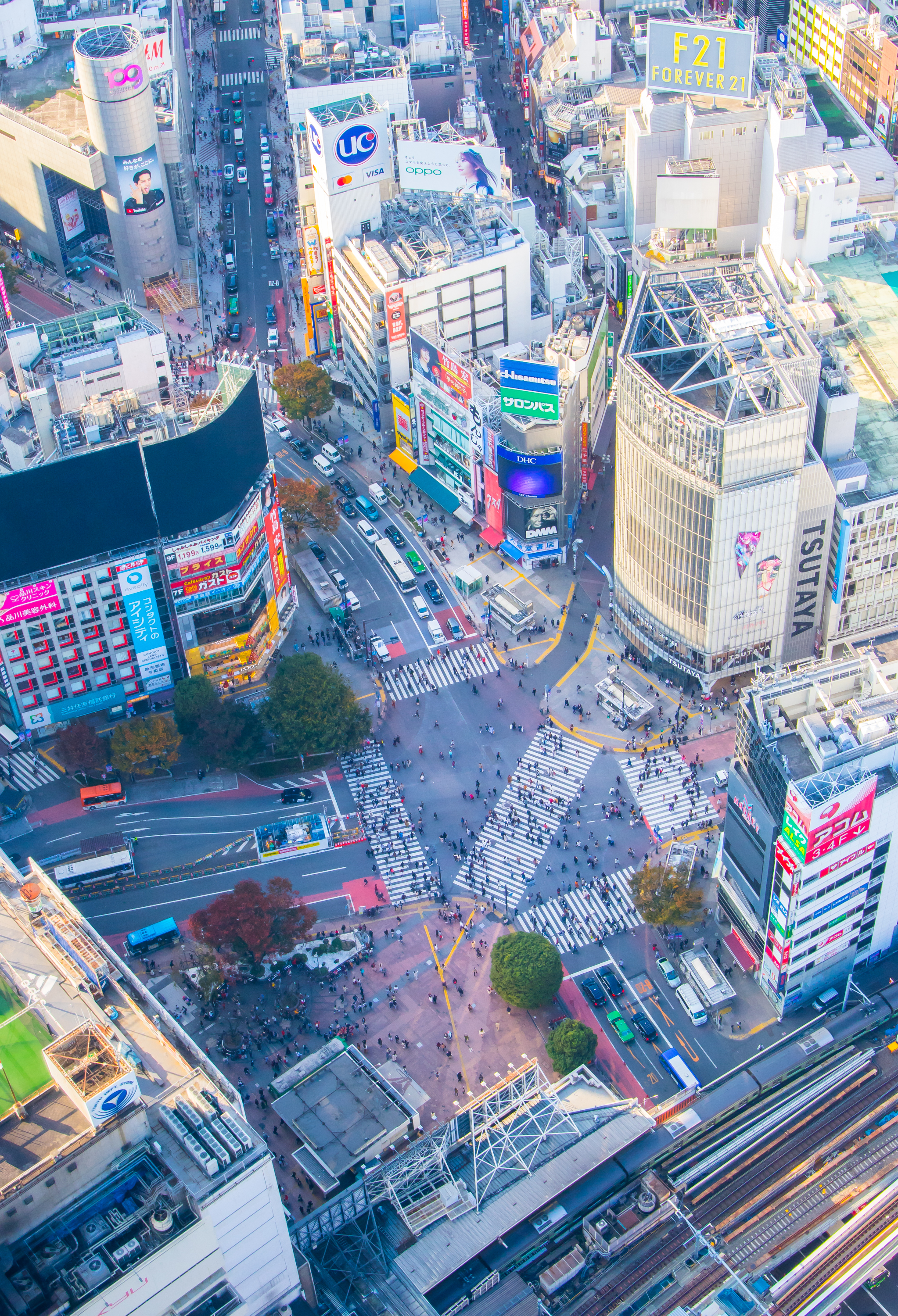
Luftaufnahme (2019)

Die Shibuya Crossing (englische Bezeichnung für japanisch 渋谷スクランブル交差点 Hepburn Shibuya sukuranburu kōsaten, dt. etwa „Scramble-Kreuzung Shibuya“) ist eine Straßenkreuzung im Stadtteil Shibuya (der Adresse nach eigentlich Dōgenzaka/Udagawachō/Jinnan) des Bezirks Shibuya in Tokio. Sie befindet sich vor dem Hachikō-Ausgang des Bahnhof Shibuya und verfügt mit etwa 2500 gleichzeitig die Straße überquerenden Personen über die meistfrequentierte Querungsanlage der Welt.
Die Kreuzung ist von Hochhäusern umgeben, darunter an der südöstlichen Seite das Shibuya Scramble Square, dessen Name auf die Kreuzung Bezug nimmt.

## Kommerzielle Bedeutung

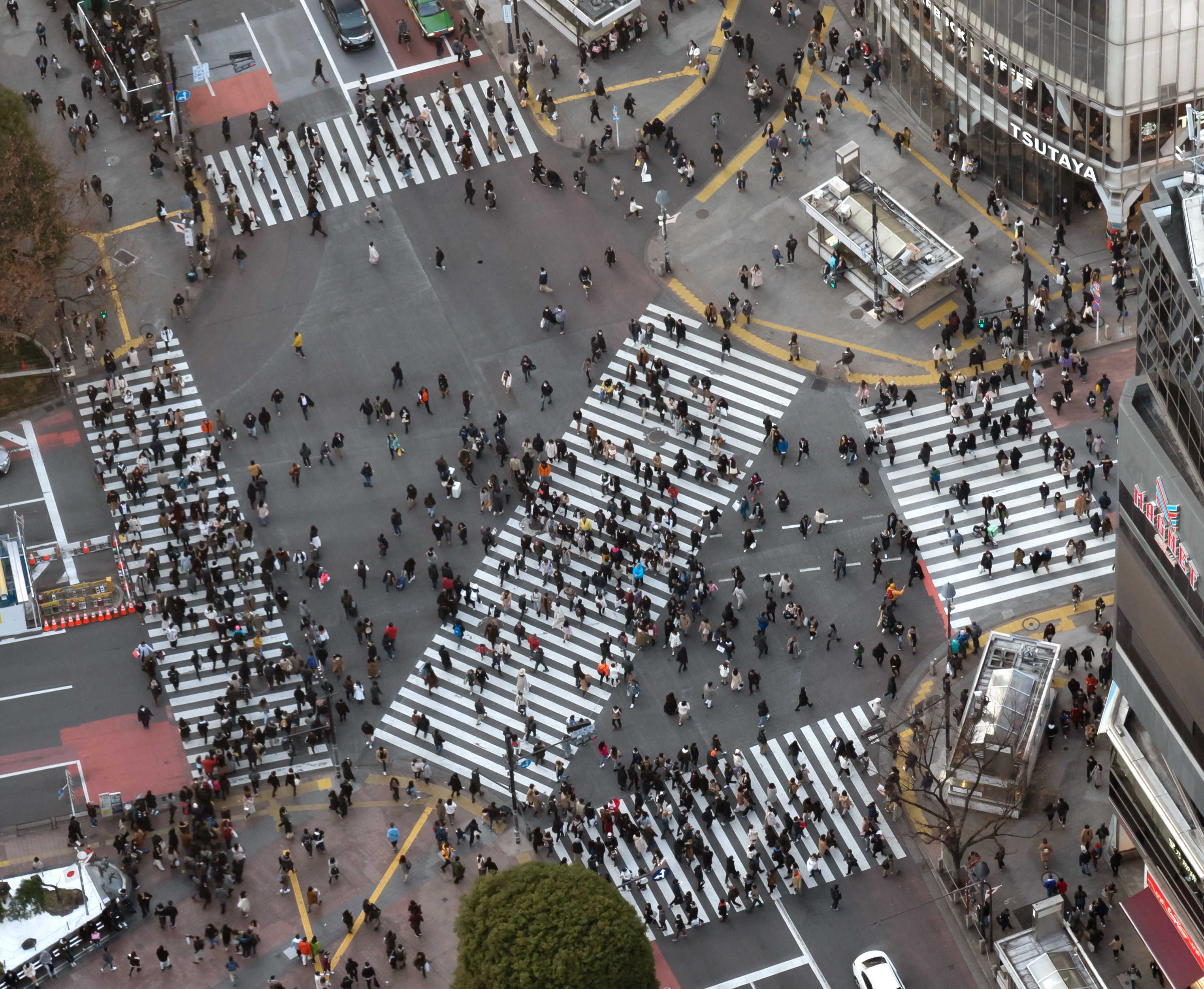
Personen überqueren die Kreuzung (2020)

Die Shibuya Crossing ist ein beliebter Ort für Touristen. Sie wird täglich von bis zu 250.000 Menschen überquert. Andere Schätzung reichen von 500.000 bis zu 2,4 Millionen Menschen. In der Hauptverkehrszeit überqueren bei jeder Ampelphase 1000 bis 2500 Fußgänger diese geschäftige Kreuzung Japans. Neben zahlreichen Werbeschildern befinden sich drei große Videobildschirme an nahegelegenen Gebäuden der Kreuzung angebracht. Die Starbucks-Filiale mit Blick auf die Kreuzung ist eine der meistbesuchten der Welt. Aufgrund ihres starken Verkehrsaufkommens und ihrer zahlreichen Reklametafeln wird die Shibuya Crossing häufig mit dem Times Square in New York City und dem Piccadilly Circus in London verglichen.

## Rezeption

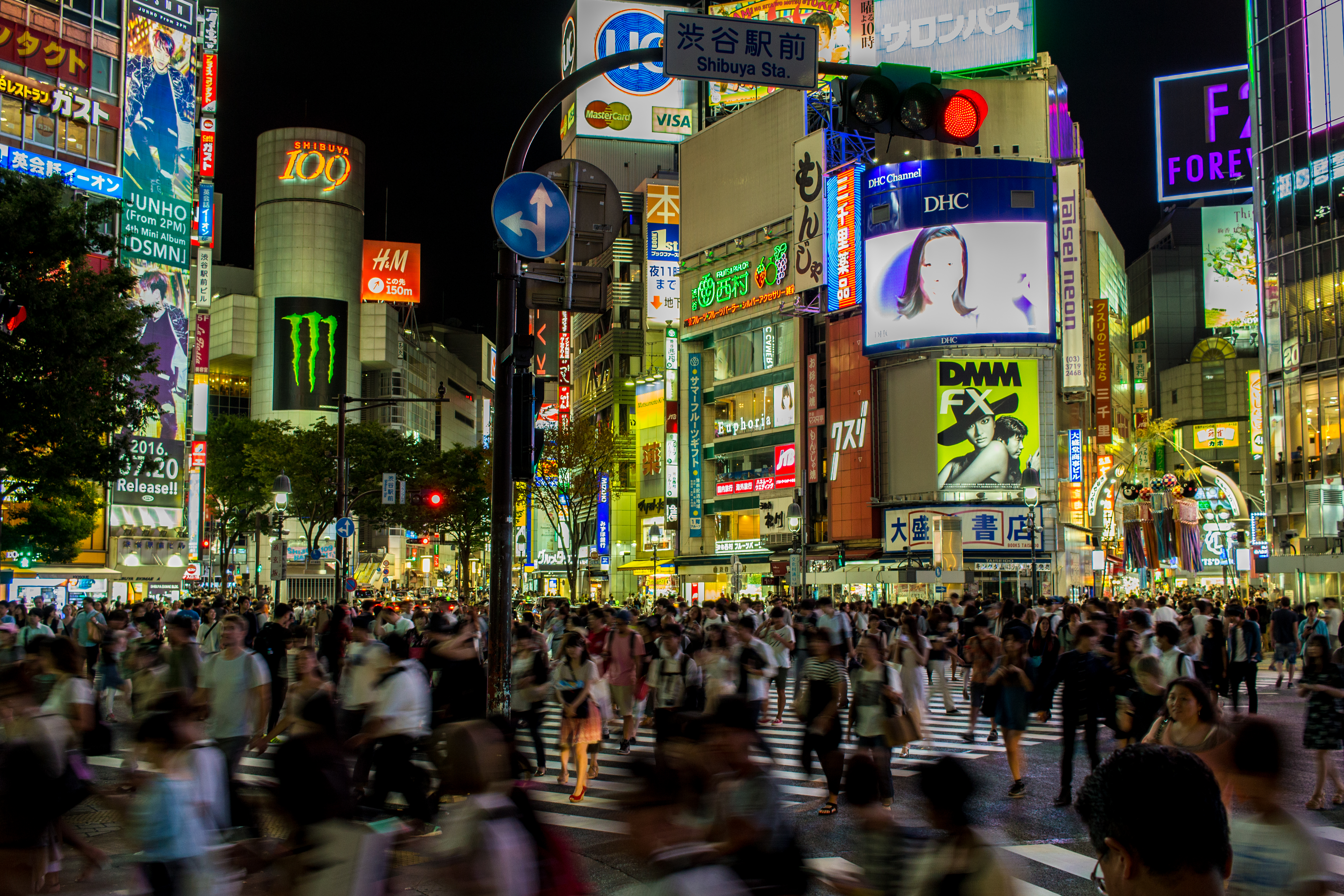
Shibuya Crossing bei Nacht (2016)

Die Shibuya-Kreuzung kommt häufig in Filmen und Fernsehsendungen vor, die in Tokio spielen, beispielsweise in Battle Royale, Lost in Translation, The Fast and the Furious: Tokyo Drift, Resident Evil: Afterlife und Alice in Borderland. Die Kreuzung wurde zeitweise als Filmkulisse für verschiedene Filme in der Stadt Ashikaga (Präfektur Tochigi) auf einem 2 Hektar großen Gelände nachgebaut. Der deutsche Rapper Juse Ju hat der Kreuzung ein Album mit gleichnamigem Titelsong gewidmet.